# Dorat
Dorat  ist eine französische Gemeinde mit 721 Einwohnern (Stand 1. Januar 2022) im Département Puy-de-Dôme in der Region Auvergne-Rhône-Alpes. Sie gehört zum Arrondissement Thiers und zum gleichnamigen Kanton Thiers.

## Geografie
Der Ort liegt am rechten Ufer des Flusses Dore. Die Gemeinde ist Teil des Regionalen Naturparks Livradois-Forez.

## Persönlichkeiten
- Amable-Guillaume-Prosper Brugière de Barante (1782–1866), Politiker, Historiker und Mitglied der Académie française

## Weblinks

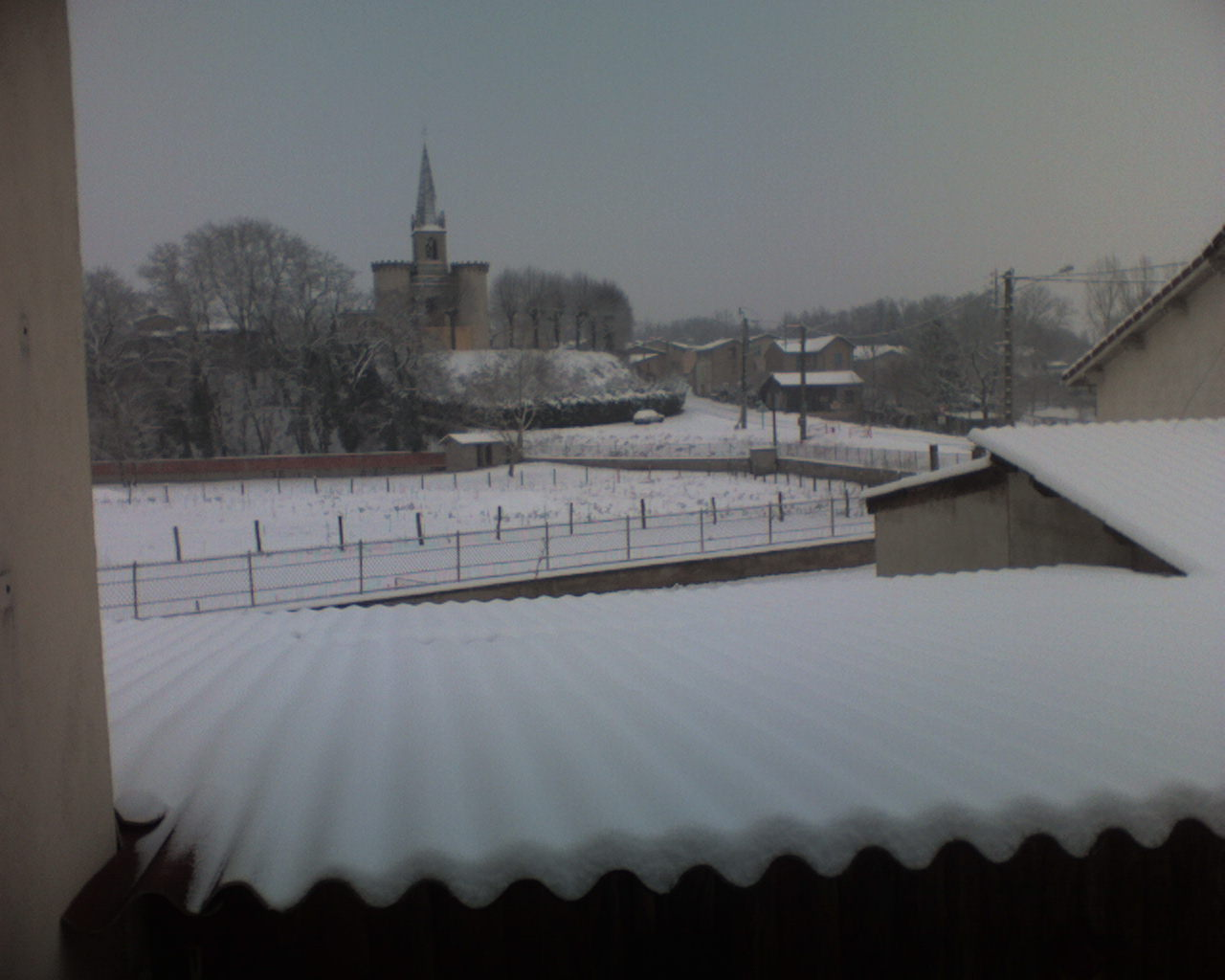
Dorat im Winter